# The Battery (Manhattan)
Pour les articles homonymes, voir Battery Park (homonymie).
The Battery (La Batterie, au sens militaire de batterie d'artillerie), anciennement (avant 2015) Battery Park (littéralement Le parc de la Batterie) est un parc de 10 ha (25 acres) situé dans le Financial District et voisin de Battery Park City, sur la pointe sud de l'île de Manhattan, à New York, aux États-Unis.
Le parc est un lieu chargé d'histoire et un espace de détente apprécié des New-Yorkais et des touristes.

## Histoire
L'histoire de Battery Park commence dès l'époque précolombienne. Les Amérindiens Kapsee, un sous-groupe lenape, peuplaient les environs du parc actuel. À leur arrivée, au XVIIe siècle, les Hollandais (Belges) baptisèrent cet espace « Capske Hoak », du nom de ses premiers occupants.
La pointe sud de Manhattan, qui offre une vue dégagée sur la baie de New York et les Narrows, c'est-à-dire sur le chenal d'accès au port de New York, fut rapidement considérée comme un emplacement stratégique pour la défense de la colonie hollandaise. Dès 1626, les colons y bâtirent un fort nommé fort Amsterdam.
En 1664, les Anglais, reprirent New York aux Hollandais. Ils donnèrent un nouveau nom au bâtiment en l'appelant fort James. Il changea de nom à plusieurs reprises durant la période anglaise, puisqu'il prit successivement les noms de fort William, de fort Anne et de fort George. En 1683, le gouverneur anglais Dongan installa une série de canons à proximité du fort. Le nom de Battery Park provient des pièces d'artillerie qui y étaient autrefois installées.

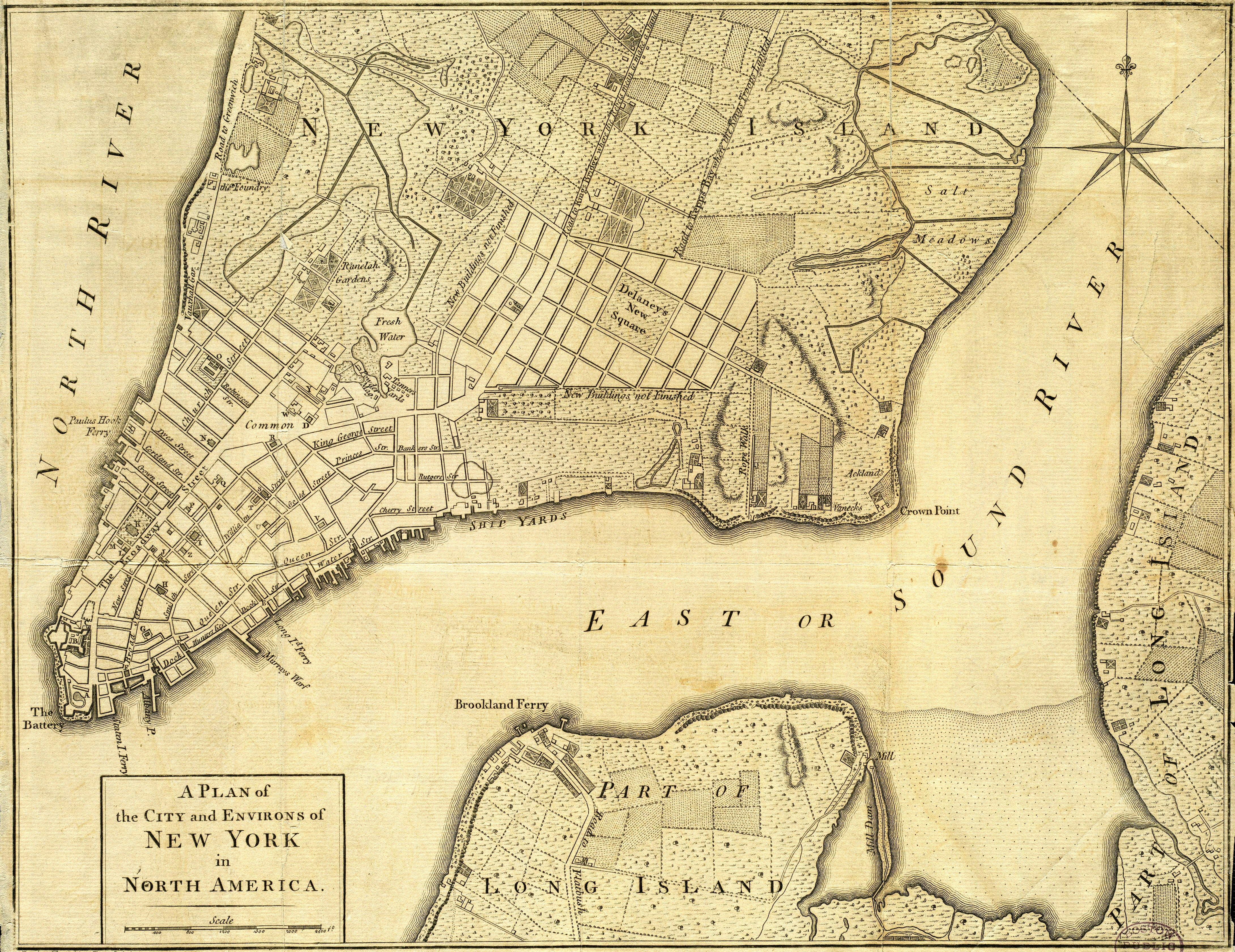
Le fort « The Battery » apparait sur ce plan de l'époque britannique en 1776.

En 1783, les Américains reprirent New York aux Anglais. En 1790, le fort fut rasé et ses environs devinrent une promenade publique. Dès 1808 néanmoins, il fut décidé de bâtir une nouvelle structure défensive, West Battery, qui sera rebaptisé plus tard Castle Clinton, sur une île artificielle à proximité du parc. Le fort fut cédé en 1823 à la ville et devint un centre de loisir l'année suivante.
En 1924, pour le 300e anniversaire de la fondation de New York, un monument fut érigé en l'honneur des pionniers wallons.
Le parc a été fermé de 1940 à 1952 durant les travaux de construction du Brookly-Battery Tunnel et du Battery Park Underpass, un tunnel routier passant sous le parc, et a connu un long déclin après sa réouverture, jusqu'à la création en 1994 du Battery Conservancy qui a financé la rénovation du Parc et l'entretient encore à ce jour. Le parc a alors retrouvé une forte fréquentation et est devenu un lieu de promenade apprécié des New-Yorkais et des touristes pour sa vue sur la statue de la Liberté et le New-Jersey. En 2015, le Conservatoire a rendu au parc son nom historique de The Battery.

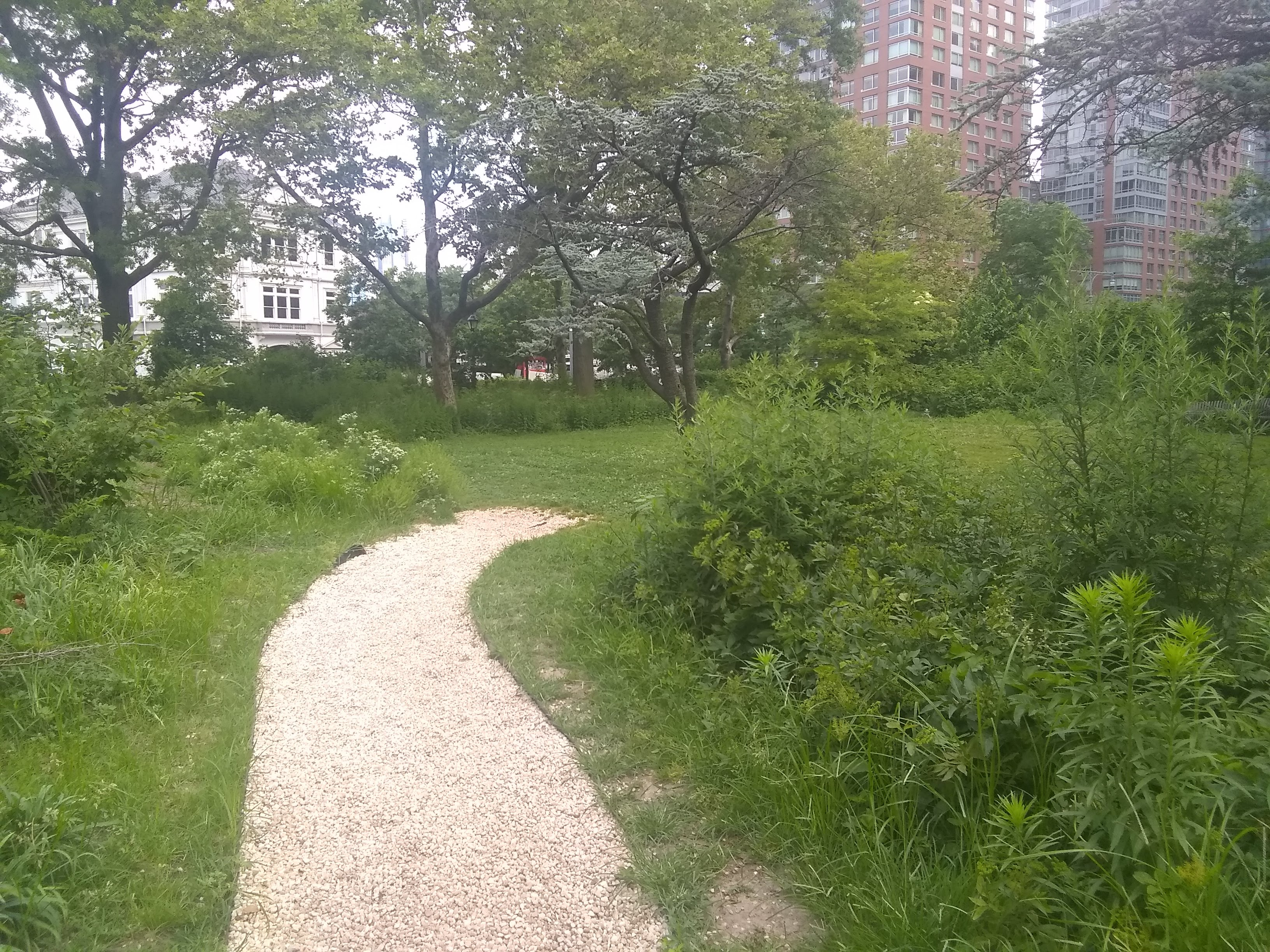
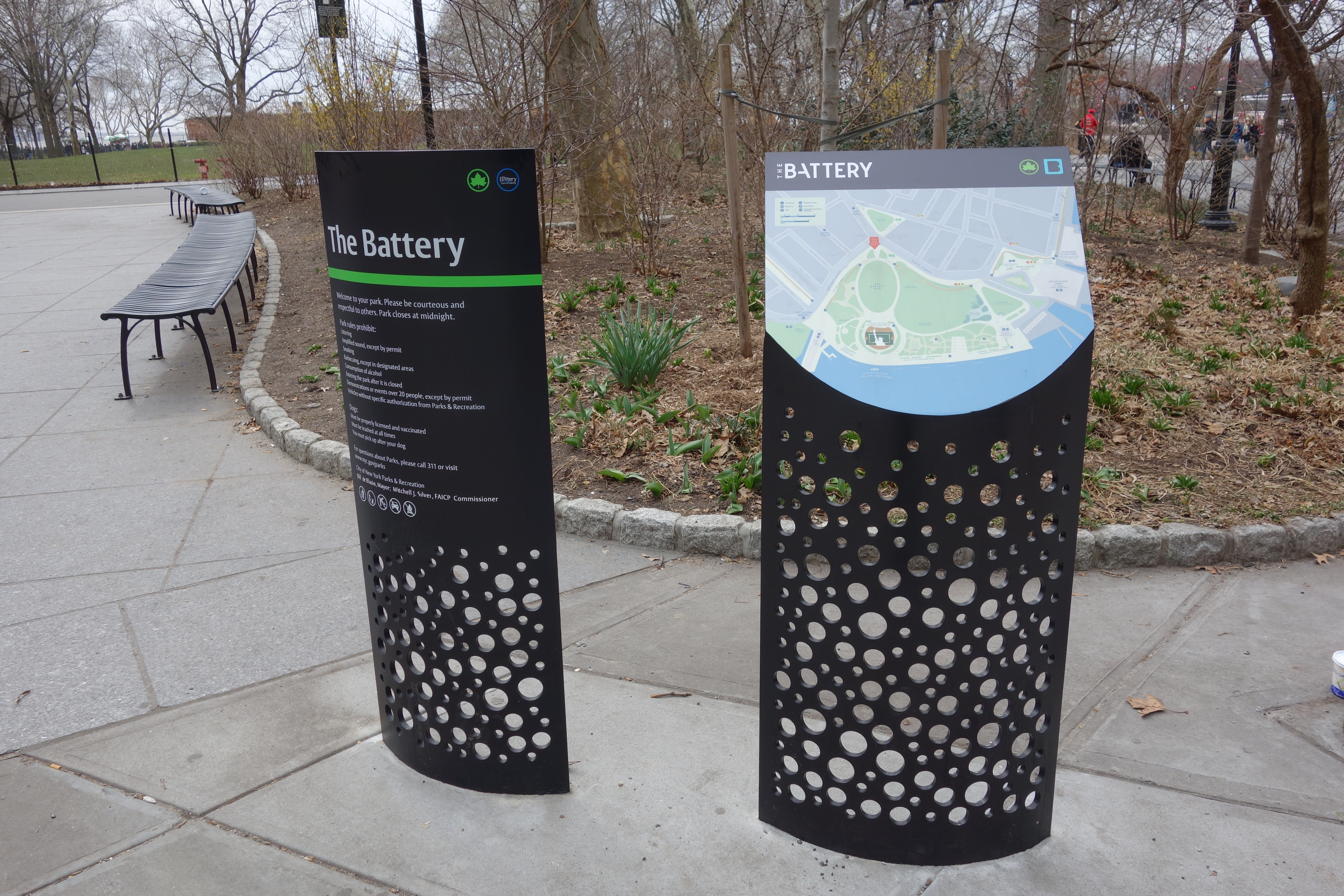
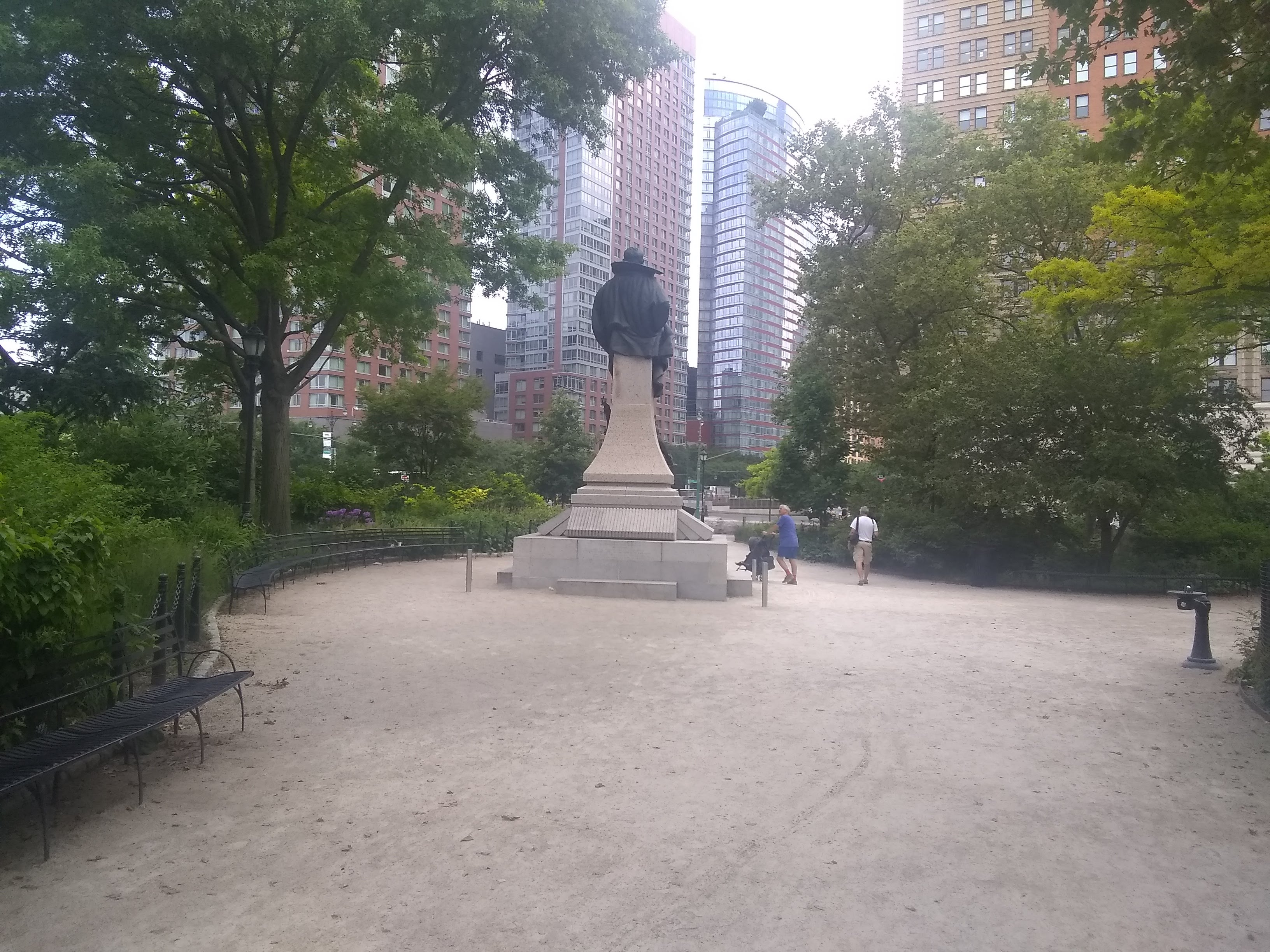
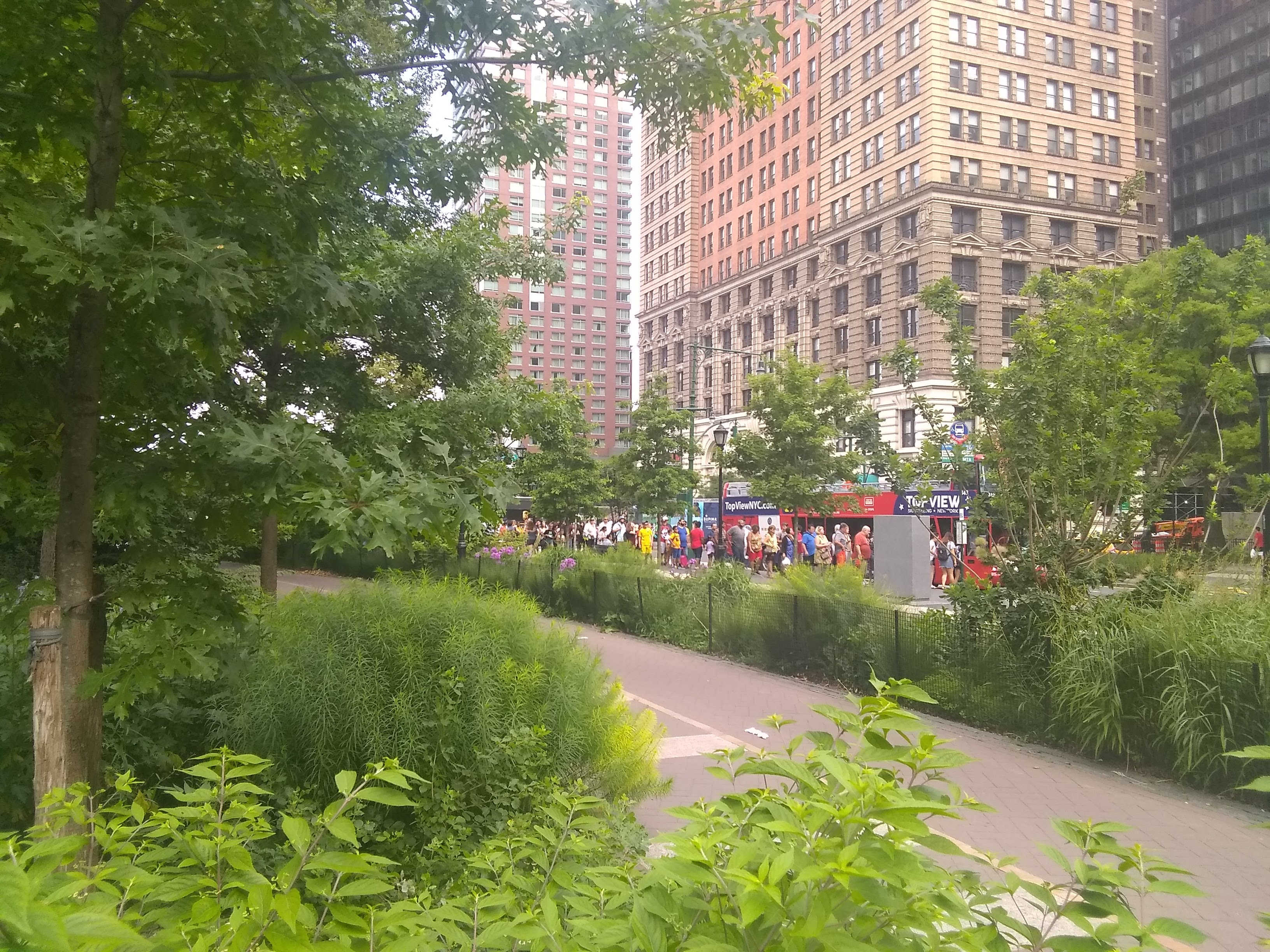

## Aménagements
The Battery présente des aménagements destinés à accueillir les New-Yorkais et les touristes. Hope Garden (littéralement « le jardin de l'espoir »), un mémorial pour les victimes du sida fut aménagé dans le sud du parc. On y trouve aussi le terminal des ferries à destination de la statue de la Liberté.
À l'intérieur du parc se trouve Castle Clinton, un fort américain construit juste avant la guerre de 1812 et baptisé en l'honneur du maire de l'époque, DeWitt Clinton. Il devint propriété de la ville de New York après la guerre.

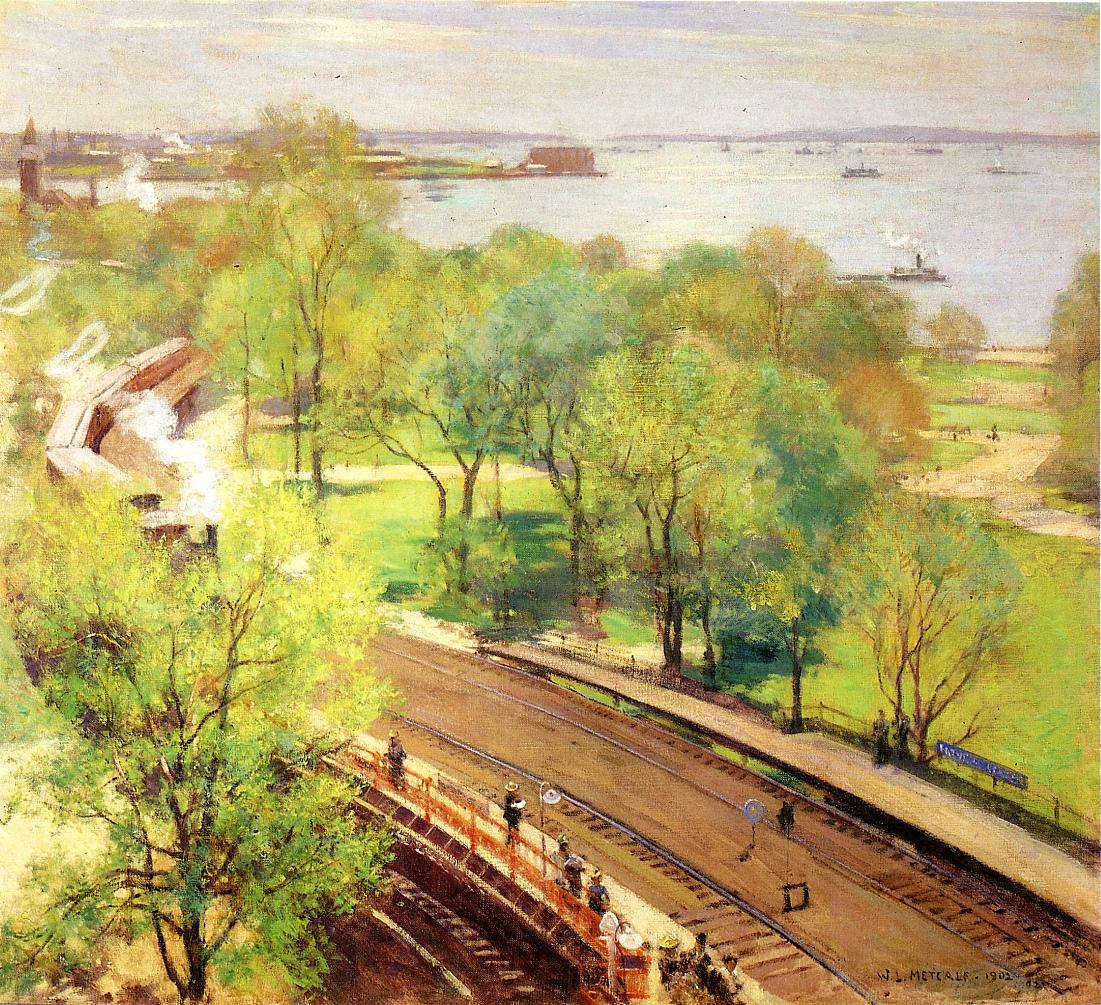
Willard Leroy Metcalf, Battery Park au printemps, 1902.

En 1926, les Pays-Bas offrent à la ville de New York un monument représentant Pierre Minuit et un autochtone, procédant à la vente de Manhattan au XVIIe siècle. Il est installé dans le parc.
The Battery a accueilli temporairement la sculpture The Sphere (1971) de Fritz Koenig, qui trônait autrefois sur la place du World Trade Center, au pied des Tours jumelles (Twin Towers). Abîmée et cabossée, la sphère témoigne de la violence des attentats du 11 septembre 2001. Elle est aujourd'hui située au Liberty Park, dans l'arrondissement de Manhattan à New York (États-Unis).
On y retrouve également le New York Korean War Memorial du sculpteur Mac Adams.
L'essentiel de l'aménagement dans les années 1970 et 80 de ce quartier proche de Wall Street a été fait par le promoteur Paul Reichmann.

## Dans la fiction
- Un niveau du jeu vidéo Deus Ex (2000) s'y déroule.